# Bygg flygplan med Mulle Meck
Bygg flygplan med Mulle Meck är ett svenskt datorspel från år 2000 som bygger på barnböckerna om Mulle Meck av George Johansson och Jens Ahlbom. Spelet utvecklades av Jens Ahlbom, George Johansson och Linn Tornérhielm på Unique Development Studios och distribuerades i Sverige av Levande Böcker och Pan Vision.
Spelet kombinerar 2D- och 3D-grafik.

## Handling och upplägg
Spelaren bygger flygplan av diverse byggdelar som man kan samla på sig genom att spela minispel och spara i sin verkstad. Med flygplanet kan man sedan flyga ut i Mulle Mecks värld. Man kan även gå ut på internet för att ladda ner extra delar.

## Rollista
- Lennart Jähkel – Mulle Meck
- Jonas Karlsson – Abraham Andersson, Brejton Börd, Raymond Räjser, Roy McCoy
- Pia Johansson – Doris Digital, Fiona Falk, systrarna Mecchi
- Börje Ahlstedt – Atle Artillerist, Ernst Eremit, Vermont Vråk
- Simon Norrthon – domaren, Erik Erzon, Richard Revers, väderuppläsaren
- Anna Pettersson – Emma Entreprenör, Gabriella Gourmet
- Gunilla Röör – Mia Minardi, systrarna Mecchi, Viola Wallmark
- Lars-Göran Persson – Grotte Grundlig, Sam Scribbler, Sampo Sunnanvind, Ture Tapp, Victor Vulcan
- Amanda Krüger – Veronica Wallmark[7]

## Mottagande
Spelet fick ett gott mottagande av kritiker. Aftonbladets recensent Therese Granlund gav spelet 4 av 5 i betyg och skrev "Senaste Mulle Meck är välgjort och du lär dig saker samtidigt som du har roligt. Jag bara myser!". Göteborgs-Postens recensent Karin Torgny gav spelet 4 av 5 i betyg och beskrev det som likt de tidigare spelen och skrev "det är läckert att flyga högt i det blå med Mulle Meck. Det är svenskt, stillsamt, charmigt och med en go grafik som är så långt ifrån Disney som det bara går. En rejäl dos tålamod är dock ingen dålig packning. [...] Ett litet minus är att instruktionerna ur radion ibland är svåra att uppfatta, det knastrar lite väl naturtroget." TT Spektras recensent Thomas Arnroth beskrev spelet som likt tidigare spel på många sätt med ett precis lagom lyft, Arnroth kritiserade dock grafiken som han tyckte var onödigt blek och blaskig men menade ändå i slutändan att spelet hade potential att bli en svensk klassiker.
Spelet mottog pris i kategorin Lek & lär på Spelgalan 2001.